# Rainilaiarivoni
Rainilaiarivoni (30 de janeiro de 1828 - 17 de julho de 1896) foi um político malgaxe que serviu como Primeiro Ministro de Madagascar de 1864 a 1895, sucedendo seu irmão mais velho Rainivoninahitriniony, que ocupou o cargo por treze anos. Sua carreira espelhava a de seu pai Rainiharo, um renomado militar que se tornou primeiro-ministro durante o reinado da rainha Ranavalona I .
Apesar de uma infância marcada pelo ostracismo de sua família, quando jovem, Rainilaiarivoni foi elevado a uma posição de alta autoridade e confiança na corte real, servindo ao lado de seu pai e irmão. Ele co-liderou uma expedição militar crítica com Rainivoninahitrinioni aos 24 anos de idade e foi promovido a Chefe do Comando do exército após a morte da rainha em 1861. Nessa posição, ele supervisionou os esforços contínuos para manter a autoridade real nas regiões periféricas de Madagascar e atuou como conselheiro de seu irmão, que havia sido promovido a primeiro-ministro em 1852. Ele também influenciou a transformação do governo do reino de uma monarquia absoluta para uma constitucional, na qual o poder era compartilhado entre o soberano e o primeiro-ministro. Rainilaiarivoni e a Rainha Rasoherina trabalharam juntos para depor Rainivoninahitrinioni por seus abusos de poder em 1864. Tomando o lugar de seu irmão como primeiro-ministro, Rainilaiarivoni permaneceu no poder como o primeiro-ministro mais antigo de Madagascar pelos próximos 31 anos casando-se com três rainhas em sucessão: Rasoherina, Ranavalona II e Ranavalona III
Como primeiro-ministro, Rainilaiarivoni procurou ativamente modernizar a administração do Estado, a fim de fortalecer e proteger Madagascar contra os projetos políticos dos impérios coloniais britânico e francês. O exército foi reorganizado e profissionalizado, a escola pública tornou-se obrigatória, uma série de códigos legais padronizados na lei inglesa foram promulgados e três tribunais foram estabelecidos em Antananarivo . O estadista se preocupou em não ofender as normas tradicionais, limitando gradualmente as práticas tradicionais, como a escravidão, a poligamia e o repúdio unilateral das esposas. Ele legislou a cristianização da monarquia sob Ranavalona II. Suas habilidades diplomáticas e perspicácia militar asseguraram a defesa de Madagascar durante as Guerras Franco-Hova, preservando com sucesso a soberania de seu país até que uma coluna francesa capturou o palácio real em setembro de 1895. Embora tratassem-no com elevada distinção, a autoridade colonial francesa depôs o primeiro-ministro e o exilou para a Argélia francesa, onde morreu menos de um ano depois, em agosto de 1896.

## Vida
Rainilaiarivoni nasceu em 30 de janeiro de 1828 na aldeia Merina de Ilafy, uma das doze colinas sagradas de Imerina, em uma família de estadistas. Seu pai, Rainiharo, era um oficial militar de alta patente e conselheiro político conservador e profundamente influente da monarca reinante Rainha Ranavalona I, na época em que sua esposa, Rabodomiarana (filha de Ramamonjy), deu à luz Rainiliarivonia. Cinco anos depois, Rainiharo foi promovido ao cargo de Primeiro Ministro, um papel que ele reteve de 1833 até sua morte em 1852. Durante seu mandato como Primeiro Ministro, Rainiharo foi escolhido pela rainha para se tornar seu consorte, mas ele reteve Rabodomiarana como sua esposa de acordo com os costumes locais que permitiam a poligamia. O avô paterno de Rainilaiarivoni, Andriatsilavo, também tinha sido um conselheiro privilegiado do grande rei Andrianampoinimerina (1787-1810). Rainilaiarivoni e seus parentes emitidos a partir do clã familiar Andafiavaratra de Ilafy que, juntamente com o clã Andrefandrova de Ambohimanga, constituíram os dois mais influentes hova (plebeu) no século XIX Reino de Imerina. A maioria dos cargos políticos não atribuídos a andriana (nobres) eram ocupados por membros dessas duas famílias.
De acordo com a história oral, Rainilaiarivoni nasceu em um dia da semana tradicionalmente visto como desfavorável para nascimentos. O costume em grande parte de Madagascar ditava que tais crianças azaradas tinham que ser submetidas a um julgamento por provação, como a exposição prolongada aos elementos, pois acreditava-se que a infelicidade de seu dia de nascimento asseguraria uma vida curta e amaldiçoada para a criança e sua família. Mas, em vez de deixar a criança morrer, o pai de Rainilaiarivony teria seguido o conselho de uma ombiasia (astrólogo) e, em vez disso, amputou uma articulação de dois dedos na mão esquerda de seu filho recém-nascido para dissipar o mau presságio. O bebê foi mantido fora de casa para evitar a possibilidade de que o mal ainda pudesse acontecer à família se a criança permanecesse sob seu teto. Os parentes ficaram com pena e adotaram Rainilaiarivoni para criá-lo em sua própria casa. Enquanto isso, o irmão mais velho de Rainilaiarivoni, Rainivoninahitrinioni, desfrutava do duplo privilégio de seu status de filho mais velho e liberdade de um destino maligno predestinado. Rainiharo selecionou e cuidou de seu filho mais velho para seguir seus passos como comandante-em-chefe e primeiro-ministro, enquanto Rainilaiarivoni foi deixado para fazer o seu caminho no mundo por seus próprios méritos.
Aos seis anos de idade, Rainilaiarivoni começou dois anos de estudo em uma das novas escolas abertas pela London Missionary Society (LMS) para as crianças da classe nobre no palácio real em Antananarivo. Ranavalona fechou as escolas da missão em 1836, mas o menino continuou a estudar em particular com um estudante missionário mais velho. Quando Rainilaiarivoni chegou aos 11 ou 12 anos, os parentes que o criaram decidiram que ele tinha idade suficiente para seguir seu próprio caminho no mundo. Começando com a compra e revenda de algumas barras de sabão, o menino gradualmente expandiu seus negócios e partiu para a revenda mais lucrativa do tecido. A reputação do jovem Rainilaiarivoni de tenacidade e diligência por lutar contra seus infortúnios predestinados, finalmente chegou ao palácio, onde com a idade de 14 o menino foi convidado a conhecer a Rainha Ranavalona I. Ela ficou favoravelmente impressionada, concedendo-lhe o ranking oficial do sexto Título de Honra do Oficial do Palácio. Aos 16 anos ele foi promovido a Sétima Honra, depois promovido duas vezes novamente para a Oitava e Nona Honra aos 19 anos, uma ascensão sem precedentes nas fileiras. 
Como regular entre os estrangeiros do palácio, o jovem Rainilaiarivoni era encarregado por um comerciante inglês como mensageiro de sua correspondência comercial confidencial. O comerciante ficou impressionado com a pontualidade e a integridade do jovem e se referia regularmente a ele como o menino que "lida de forma justa". Com a adição do honorífico "ra" malgaxe, a expressão foi transformada em um apelido - "Radilifera" - que Rainilaiarivoni adotou para si mesmo e transmitiu a um filho e neto. A chegada de um médico da Maurícia em 1848 proporcionou a Rainilaiarivoni a oportunidade de estudar medicina ao longo de três anos. Com esse conhecimento, tornou-se indispensável no palácio, onde prestou assistência médica moderna à rainha e a outros membros da aristocracia. Curar com sucesso a Rainha de uma doença particularmente grave lhe rendeu uma promoção à Décima Honra em abril de 1851, qualificando-o para posições mais responsáveis dentro do círculo mais próximo do monarca.  Rainiharo aproveitou essa confiança para encorajar com sucesso a amizade entre seus próprios filhos e o único filho e herdeiro aparente da rainha, seu filho Radama II, que era um ano mais novo do que Rainilaiarivoni. 

## Casamento e família
Por volta de 1848 - a data exata de seu casamento não é registrada - Rainilaiarivoni, então com cerca de 20 ou 21 anos e adotando o nome Radilifera, concluiu um casamento com sua prima paterna Rasoanalina. Ela lhe deu dezesseis filhos durante o casamento. Além disso, um filho de um ano que Rasoanalina havia concebido com outro homem antes do sindicato, Ratsimatahodriaka (Radriaka), foi adotado por Rainilaiarivoni como seu. Quando jovem, Ratsimatahodriaka foi preparado por Rainilaiarivoni para se tornar seu sucessor, mas o jovem caiu de uma sacada e morreu em seus vinte e poucos anos.
A maioria dos filhos de Rainilaiarivoni não conseguiu atingir todo o seu potencial. Um filho, Rafozehana, morreu jovem de delirium tremens, e os filhos Ratsimandresi e Ralaiarivoni encontraram ambos fins violentos ainda na juventude. Randravalahi, a quem Rainilaiarivoni mais tarde atribuiu o nome Radilifera, foi enviado para a França para estudar, mas retornou antes de ganhar seu diploma e sumiu na obscuridade entre as classes altas de Imerina. Ramangalahi estudou medicina e estava a caminho de se tornar um médico de sucesso, mas morreu de doença aos vinte anos. Três irmãos recorreram ao crime: Rajoelina, que violou as leis de seu país para se enriquecer vendendo ouro contrabandeado a uma empresa inglesa; Penoelina, que estudou na Inglaterra antes de retornar a Madagascar por problemas de saúde, envolvido em agressões sexuais e roubo; e Ramariavelo (Mariavelo), que organizou um grupo para roubar as casas dos cidadãos comuns. Uma das filhas de Rainilaiarivony morreu na casa dos vinte anos depois de um aborto auto-induzido, e o resto se casou e viveu vidas tranquilas fora do alcance do público.

## Carreira militar

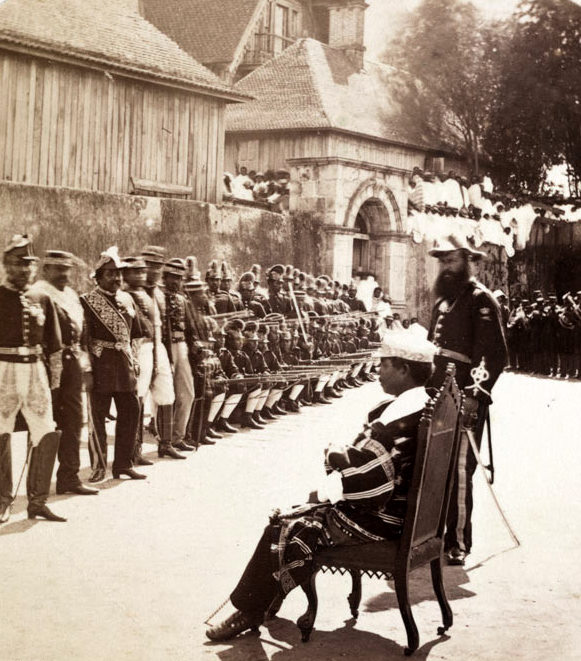
Vestindo um lamba tradicional listrado sobre seu uniforme militar, Rainilaiarivony senta-se para inspecionar suas tropas no complexo de Rova (por volta de 1865).

A morte em fevereiro de 1852 do primeiro-ministro Rainiharo deixou a rainha sem seu consorte, conselheiro político de longa data e comandante-em-chefe militar. Consequentemente, ela concedeu a Rainilaiarivoni uma dupla promoção à Décima Segunda Honra dez dias depois, em preparação para um aumento das responsabilidades militares e políticas. Pouco depois, a rainha expressou interesse romântico em Rainilaiarivoni e propôs que ele assumisse o papel anterior de seu pai como príncipe consorte e primeiro-ministro. O jovem recusou com fundamento em sua diferença de idade, bem como a impropriedade percebida de se tornar íntimo da ex-amante de seu pai. Ranavalona continuou a nutrir sentimentos por ele durante toda a sua vida, mas não expressou ressentimento por sua recusa em retribuir e passou a considerar outro oficial de alto escalão como consorte: Rainijohari, que foi conjuntamente premiado com o cargo de primeiro-ministro juntamente com o novo Chefe do Comando, Rainivoninahitrinioni. Dentro de um ano a rainha atribuiu a Rainilaiarivonia de 24 anos a sua primeira posição de responsabilidade dentro das forças armadas, e promoveu-o a secretário real, guardião do selo real e supervisor do tesoureiro real.
Vários anos antes de sua morte, o ex-primeiro-ministro Rainiharo havia liderado campanhas militares para colocar os povos do sul sob o controle de Merina. Fortes campanhas militares em ambos os lados do conflito haviam terminado em um acordo de paz entre os exércitos Merina e aqueles do povo Bara das terras altas do sul central, que receberam status semi-autônomo em troca de servir como negociantes entre os Sakalava para o oeste e os Tanala, Antemoro, Antefasy e outros grupos étnicos para o sudeste. Ao saber da morte de Rainiharo, facções descontentes do sudeste se levantaram contra os militares Merina estacionados em postos dentro de seu território. Rainha Ranavalona respondeu enviando Rainivoninahitrinioni e Rainilaiarivoni em sua primeira expedição militar para libertar os colonos Merina sitiados e sufocar a insurreição.
Sob o comando conjunto dos irmãos estavam dez mil soldados armados com mosquetes e outros mil carregando espadas. Um adicional de 80.000 carregadores, cozinheiros, servos e outros funcionários de apoio acompanharam o exército em toda a campanha maciça. Mais de 10.000 foram mortos por soldados Merina na campanha e, de acordo com o costume, numerosos mulheres e crianças foram capturados para serem vendidos como escravos em Imerina.  Rainilaiarivoni levou 80 escravos, enquanto seu irmão mais velho levou mais de 160. No entanto, a campanha foi apenas parcialmente bem-sucedida na pacificação da região e a posse Merina sobre as áreas periféricas da ilha permaneceu tênue ao longo do século XIX.

### Primeira tentativa frustrada de golpe
Quando o filho da rainha, Radama, chegou à idade adulta, ele ficou cada vez mais desiludido com o alto número de mortes nas campanhas militares de sua mãe e as medidas tradicionais de justiça, e se frustrou com sua rejeição unilateral da influência europeia. O jovem príncipe desenvolveu relações de simpatia com muitos dos europeus autorizados por Ranavalona a frequentar sua corte, a saber, Jean Laborde e Joseph-François Lambert, com quem ele concluiu privadamente o lucrativo Estatuto de Lambert. A carta, que entraria em vigor após a ascensão de Radama ao trono, concedeu à Lambert grandes extensões de terra e direitos exclusivos para a construção de estradas, extração mineral, extração de madeira e outras atividades na ilha. Em maio de 1857, quando Rainilaiarivoni tinha 29 anos, Lambert consequentemente convidou o príncipe Radama, Rainivoninahitrinioni, Rainilaiarivoni e vários outros oficiais para realizar com ele  uma conspiração para derrubar Ranavalona.
Na véspera do golpe, Rainivoninahitrinioni informou Lambert que ele não podia garantir o apoio do exército e que o plano deveria ser abortado. Um dos oficiais acreditou que os irmãos os traíram se exonerando e notificando a rainha da conspiração fracassada. Ela reagiu expulsando os estrangeiros da ilha e submetendo todos os oficiais Merina implicados à provação tangena na qual eles foram forçados a engolir um veneno para determinar sua culpa ou inocência. Rainilaiarivoni e seu irmão foram dispensados disso e permaneceram, como seu filho Radama, na confiança da rainha pelos poucos anos restantes de sua vida.

### Segunda tentativa frustrada de golpe
No verão de 1861, quando Rainilaiarivoni tinha 33 anos, a idade avançada e a doença aguda da rainha Ranavalona produziram especulações sobre quem a sucederia. Ranavalona havia repetidamente declarado sua intenção de que seu filho progressista e pró-europeu, Radama II, seria seu sucessor, para grande desgosto da facção conservadora na corte. Os conservadores se reuniram em particular com a presença do sobrinho da rainha e do filho adotivo Ramboasalama, a quem a rainha havia inicialmente declarado herdeiro aparente alguns anos antes, e que nunca abandonara a esperança de um dia recuperar o direito que lhe fora concedido brevemente.
Segundo o costume, os pretendentes ao trono tinham sido historicamente condenados à morte quando da nomeação de um novo soberano. Radama se opôs a essa prática e pediu aos irmãos que ajudassem a garantir sua ascensão ao trono com um mínimo de derramamento de sangue no dia da morte da rainha. Rainilaiarivoni manteve com sucesso a autoridade sobre os guardas do palácio ansiosamente aguardando o comando de qualquer facção para abater o outro. Quando o ajudante da rainha informou-o discretamente que seus momentos finais estavam se aproximando, Rainilaiarivoni discretamente convocou Radama e Rainivoninahitrinioni do palácio do primeiro-ministro para o complexo real de Rova e ordenou que o príncipe fosse coroado diante dos soldados reunidos, assim que a rainha foi declarada morta. Ramboasalama foi prontamente escoltado para o palácio, onde foi obrigado a jurar publicamente fidelidade ao rei Radama.
Rainilaiarivoni foi responsabilizado pelo tribunal onde os partidários de Ramboasalama foram julgados, condenados por subversão e sentenciados ao banimento e outras punições. Ramboasalama foi enviado para viver com sua esposa Ramatoa Rasoaray - irmã de Rainilaiarivoni - na distante aldeia montanhosa de Ambohimirimo, onde morreu em abril de 1862. Rainijohary, ex-primeiro ministro e consorte de Ranavalona, foi destituído de seu posto e exilado, deixando seu co-ministro Rainivoninahitrinioni como o único primeiro-ministro. Ao mesmo tempo, Rainilaiarivoni foi promovido por Radama ao cargo de Chefe do Comando das Forças Armadas.

### Criação de uma monarquia limitada
Rainilaiarivony—'the Father of the One Who Has the Flower'—was, indeed, a queen-maker; he selected, elevated, and married the last three, beginning with Rasoherina.

— Arthur Stratton, The Great Red Island (1964)
 Como Chefe do Comando, Rainilaiarivoni manteve distância da política durante todo o reinado do novo monarca, Radama II, preferindo se concentrar em suas responsabilidades militares. Enquanto isso, as disputas entre o primeiro-ministro Rainivoninahitrinioni e o rei Radama cresceram com frequência quando o jovem soberano buscou reformas radicais que começaram a fomentar descontentamento entre as massas tradicionais. A situação chegou ao auge em 7 de maio de 1863, quando Radama insistiu em legalizar os duelos, apesar da preocupação generalizada entre os assessores do rei de que a inovação levaria à anarquia. O primeiro-ministro iniciou a prisão do menamaso, influente conselheiro do príncipe, enquanto Rainilaiarivoni promulgava as instruções de seu irmão para manter a paz na capital. No entanto, a situação deteriorou-se de forma dramática e, na manhã de 12 de maio, o rei Radama II foi declarado morto, tendo sido estrangulado por ordens do primeiro-ministro.
Não tendo estado envolvido no golpe de Estado, Rainilaiarivoni forneceu instruções para o irmão e o resto da corte, enquanto lidavam com a gravidade de seus atos. Ele propôs que os futuros monarcas não teriam mais poder absoluto, mas, em vez disso, governariam com o consentimento dos nobres. Uma série de termos foi proposta por Rainilaiarivoni que os nobres concordaram em impor à viúva de Radama, Rasoherina. Sob a nova monarquia de Rainilaiarivoni, um soberano exigia o consentimento dos nobres para emitir uma sentença de morte ou promulgar uma nova lei, e foi proibido desmembrar o exército. O novo acordo de compartilhamento de poder foi concluído por um casamento político entre a rainha e o primeiro-ministro.
Devido às novas limitações impostas aos futuros monarcas Merina por Rainilaiarivoni e pelos cortesãos de Hova, o estrangulamento de Radama representou mais do que um simples golpe de Estado. As condições impostas ao Rasoherina refletiam uma mudança de poder em direção aos oligarcas da classe mais alta de Hova e longe dos soberanos Andriana, que tradicionalmente tiravam sua legitimidade da crença cultural profunda de que a linhagem real estava imbuída de hasina, uma autoridade sagrada concedida por seus ray-aman-dreny (ancestrais). A este respeito, a nova estrutura política em Imerina encarna a erosão de certos valores sociais tradicionais entre a elite Merina, que ganhou exposição ao pensamento político europeu contemporâneo e assimilou vários princípios de governança ocidentais. Ele também sinalizou a expansão de uma ruptura entre a elite progressista pró-europeia, à qual Rainilaiarivoni e seu irmão pertenciam, e a maioria da população em Madagascar, para quem valores tradicionais como hasina permaneceram essenciais para determinar a legitimidade de um governo - uma divisão que se aprofundaria nas décadas seguintes, através dos esforços de Rainilaiarivoni para efetuar uma transformação política e social modernizadora em escala nacional. 

## Posse como primeiro-ministro

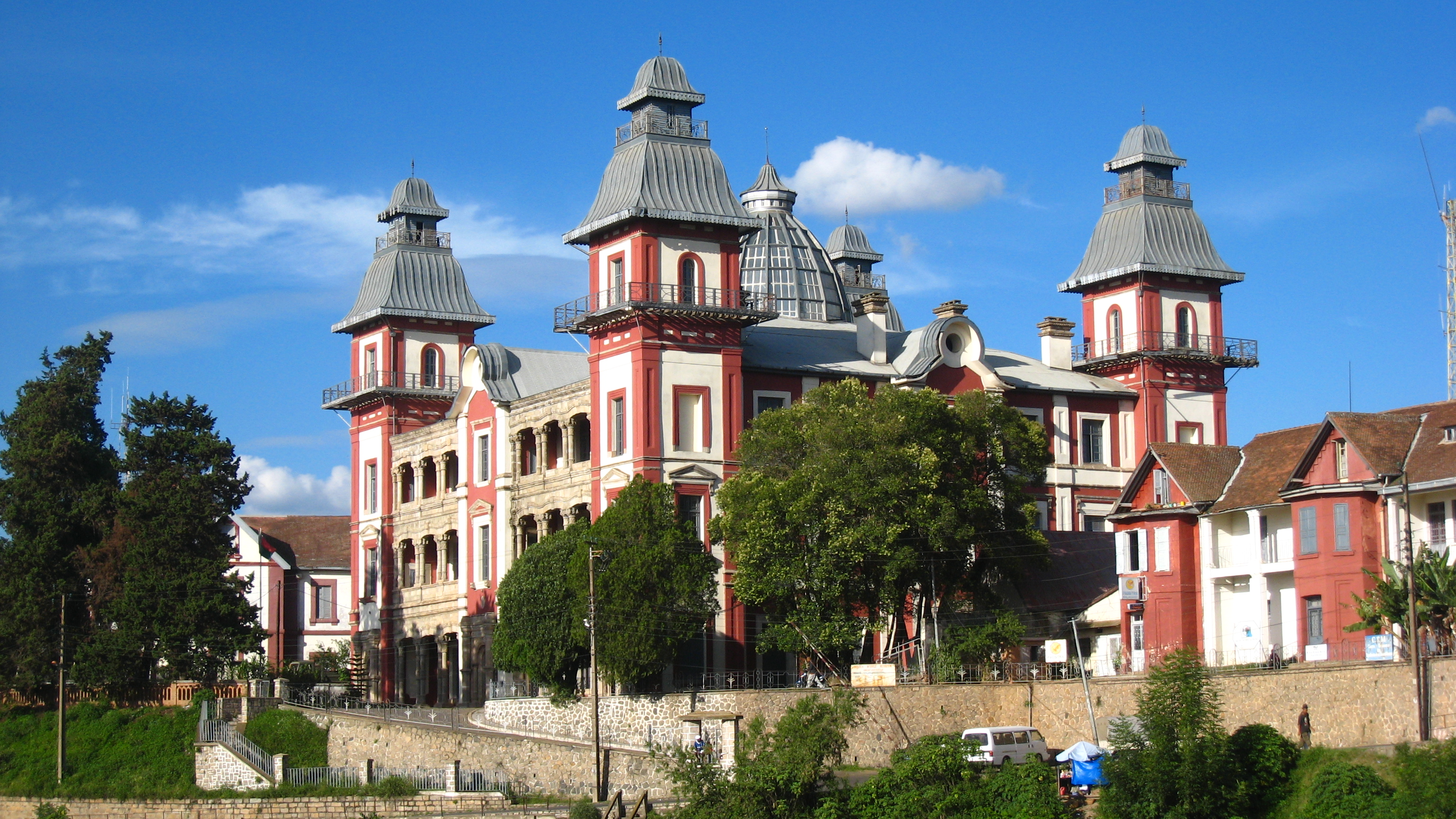
Rainilaiarivony ordenou a construção de 1873 do Andafiavaratra Palace, perto do palácio da Rainha em Antananarivo.

O mandato de Rainivoninahitrinioni como único primeiro-ministro foi de curta duração. Suas tendências violentas, irritabilidade e insolência em relação à Rasoherina, além do ressentimento popular sobre o papel de Rainivoninahitrinioni no violento fim do governo de Radama, gradualmente transformaram a opinião dos nobres contra ele. Como comandante-em-chefe, Rainilaiarivoni tentou aconselhar seu irmão, enquanto supervisionava simultaneamente os esforços diplomáticos e militares para re-pacificar o agitado Sakalava e outros povos, que viam o golpe como uma indicação de enfraquecimento do controle de Merina. O primeiro-ministro retribuiu esses esforços repetidamente castigando oficiais de alta patente e até ameaçando Rainilaiarivoni com sua espada.
Dois primos de Rainilaiarivoni insistiram para que ele tomasse o lugar de seu irmão mais velho para acabar com a vergonha que o comportamento de Rainivoninahitrinioni estava trazendo à sua família. Depois de pesar a ideia, Rainilaiarivoni se aproximou Rasoherina com a proposta. A rainha consentiu prontamente e prestou-lhe assistência para reunir o apoio dos nobres na corte. Em 14 de julho de 1864, pouco mais de um ano após o golpe, Rasoherina depôs e se divorciou de Rainivoninahitrinioni, depois exilou o ministro caído no ano seguinte. Rainilaiarivoni foi promovido a primeiro-ministro. O acordo foi selado quando Rainilaiarivoni tomou Rasoherina como sua noiva e rebaixou sua antiga esposa Rasoanalina para o status de segunda esposa. Rainilaiavorini confidenciou a um amigo pouco antes de sua morte que ele amava profundamente sua primeira esposa e passou a compartilhar o mesmo grau de sentimento em relação à Rasoherina também, mas nunca desenvolveu o mesmo afeto pelas rainhas subsequentes com as quais se casou. Nenhum dos seus cônjuges reais lhe deu filhos.
Ao assumir esse novo papel, Rainilaiarivoni tornou-se o primeiro Hova a concorrer simultaneamente como primeiro-ministro e comandante-chefe. A transformação sociopolítica que havia sido desencadeada pelo estrangulamento de Radama II atingiu seu apogeu com a consolidação do poder administrativo de Rainilaiarivoni. Rasoherina e seus sucessores continuaram sendo as autoridades tradicionais, participaram de conselhos políticos e aprovaram oficialmente as políticas. O primeiro-ministro emitiu novas políticas e leis em nome da rainha.  No entanto, o dia-a-dia da governança, segurança e atividades diplomáticas do reino se originou e foram geridos principalmente por Rainilaiarivoni e seus conselheiros. Esse novo nível de autoridade permitiu que o primeiro-ministro acumulasse uma vasta fortuna pessoal, seja por herança, doação ou compra, incluindo 57 casas, grandes plantações e arrozais, numerosos rebanhos e milhares de escravos. A mais proeminente das propriedades de Rainilaiarivoni foi o Andafiavaratra Palace, construído para ele na encosta logo abaixo do complexo real de Rova pelo arquiteto inglês William Pool  em 1873.

### Políticas e reformas
A administração do governo e a burocracia foram fortalecidas sob a liderança de Rainilaiarivoni. Em março de 1876, Rainilaiarivoni estabeleceu oito ministérios para administrar assuntos externos, o interior, educação, guerra, justiça, comércio e indústria, finanças e legislação. Enviados estaduais foram instalados em todas as províncias da ilha para administrar assuntos administrativos, assegurar a aplicação da lei, coletar impostos e fornecer relatórios regulares a Antananarivo sobre a situação local.  O método tradicional de coleta de impostos através de administradores locais foi expandido nas províncias, trazendo novas receitas, mais comumente na forma de bens produzidos localmente, como tapetes tecidos, peixe ou madeira. Rainilaiarivoni incentivou ativamente o assentamento de Merina nas províncias costeiras, mas os povos costeiros não foram convidados a participar da administração política dos territórios que habitavam. Aproximadamente um terço da ilha não tinha presença Merina e manteve a independência de facto da autoridade da coroa, incluindo partes das províncias ocidentais de Ambongo e Menabe e áreas nas terras do sul de Bara, Tanala, Antandroy e Mahafaly.
A primeira esposa real de Rainilaiarivoni, a rainha Rasoherina, morreu em 1º de abril de 1868, e foi sucedida por sua prima Ranavalona II (coroada em 3 de setembro de 1868)  que, como Rasoherina, era uma das viúvas de Radama II. Ranavalona II foi aluno de missionários protestantes e se converteu ao cristianismo. Rainilaiarivoni reconheceu o poder crescente do cristianismo na ilha e identificou a necessidade de trazê-lo sob sua influência, a fim de evitar lutas culturais e políticas desestabilizadoras. O primeiro-ministro encorajou a nova rainha a cristianizar a corte por meio de uma cerimônia pública de batismo em Andohalo em 21 de fevereiro de 1869, o dia de seu casamento. Nesta cerimônia, os talismãs reais sobrenaturais foram ordenados a serem destruídos e substituídos pela Bíblia. A cristianização da corte e o estabelecimento da capela protestante real e independente nos terrenos do palácio motivaram a conversão em grande escala de centenas de milhares de malgaxes. Essas conversões eram comumente motivadas pelo desejo de expressar lealdade política à Coroa e, como tal, eram largamente nominais, com a maioria dos convertidos praticando uma mistura sincrética de religiões cristãs e tradicionais. Os biógrafos de Rainilaiarivoni concluem que a própria conversão do primeiro-ministro também foi em grande parte um gesto político e muito provavelmente não denotou uma mudança espiritual genuína até o final de sua vida. Algumas autoridades locais tentaram forçar conversões ao protestantismo, obrigando a freqüência à igreja e perseguindo católicos, mas Rainilaiarivoni rapidamente respondeu para reprimir essas práticas excessivamente zelosas. A criminalização da poligamia e do consumo de álcool, bem como a declaração do domingo como dia de descanso, também foram ações do primeiro ministro inspiradas pelas crescentes influências britânicas e protestantes no país.  A cristianização da corte custou um preço pessoal: com a proibição da poligamia, Rainilaiarivoni foi forçado a repudiar sua esposa do primeiro casamento.  O primeiro-ministro ficou profundamente entristecido com essa necessidade e com o conseqüente azedamento de seus relacionamentos com Rasoanalina e seus filhos após o divórcio. 
O primeiro-ministro reconheceu que a modernização de Madagascar e seu sistema de administração estatal poderiam fortalecer o país contra a invasão de uma potência ocidental e direcionar sua energia para esse fim. Em 1877, ele proibiu a escravização da comunidade de Makoa . Rainilaiarivoni expandiu o sistema de educação pública, declarando a freqüência escolar obrigatória em 1881 e formando um quadro de inspetores escolares no ano seguinte para garantir a qualidade da educação. A primeira farmácia da ilha foi fundada por missionários da LMS em 1862, e o primeiro hospital foi inaugurado em Antananarivo três anos depois, seguido pelo lançamento em 1875 de um sistema médico estatal composto por médicos funcionários públicos. Rainilaiarivoni promulgou uma série de novos códigos legais ao longo de sua administração que procuravam criar uma ordem social mais humana. O número de ofensas capitais foi reduzido de dezoito para treze, e ele pôs fim à tradição de punição familiar coletiva pelos crimes de um indivíduo. As multas foram fixadas para crimes específicos e o castigo corporal foi limitado a ser trancado em ferros. A estrutura da administração legal foi reorganizada para que as questões que excedessem a autoridade dos tribunais comunitários tradicionais ao nível do colectivo da aldeia de fokonolona , administradas pelos magistrados locais e chefes das aldeias, fossem encaminhadas para os três tribunais superiores estabelecidos no capital em 1876, embora a autoridade judicial final permanecesse com Rainilaiarivoni. O Código das 305 Leis estabelecidas no mesmo ano formaria a base do sistema legal aplicado em Madagascar pelo restante do século XIX e durante a maior parte do período colonial. Para fortalecer o estado de direito, o Primeiro Ministro introduziu uma força policial rural, modernizou o sistema judicial e eliminou certos privilégios injustos que beneficiaram desproporcionalmente a classe nobre.
Começando em 1872, Rainilaiarivony trabalhou para modernizar o exército com a ajuda de um instrutor militar britânico, que foi contratado para recrutar, treinar e gerenciar seus soldados. Rainilaiarivoni comprou novas armas de fogo locais e importadas, reintroduziu exercícios regulares e reorganizou o sistema de classificação. Ele proibiu a compra de promoções ou isenções do serviço militar e instituiu cuidados médicos gratuitos para os soldados em 1876. No ano seguinte, Rainilaiarivoni introduziu o recrutamento obrigatório de 5.000 malgaxes de cada uma das seis províncias da ilha para servir cinco anos no exército, inchando suas fileiras para mais de 30.000 soldados.

### Relações Estrangeiras
Durante seu tempo no poder, Rainilaiarivoni provou ser um líder competente e temperado, administrador e diplomata. Nos assuntos externos, ele exerceu perspicácia e prudente diplomacia, impedindo com sucesso os projetos coloniais franceses em Madagascar por quase três décadas. Rainilaiarivoni estabeleceu embaixadas na Maurícia, França e Grã-Bretanha, enquanto tratados de amizade e comércio foram concluídos com a Grã-Bretanha e a França em 1862 e revisados em 1865 e 1868, respectivamente. Com a chegada do primeiro plenipotenciário americano em Antananarivo, um tratado entre os Estados Unidos e Madagascar foi acordado em 1867. Um contemporâneo britânico observou que suas habilidades de comunicação diplomática eram particularmente evidentes em seus discursos políticos, descrevendo Rainilaiarivoni como "Grande orador entre uma nação de oradores ". 
Os primeiros anos do mandato de Rainilaiarivoni como primeiro-ministro viram uma redução na influência francesa na ilha, para o benefício dos britânicos, cuja aliança ele preferia fortemente. Fatores que contribuíram para o eclipse da presença francesa incluíram uma derrota militar em 1870 e restrições econômicas que forçaram o fim do subsídio do governo francês às missões católicas em Madagascar em 1871. Ele permitiu que estrangeiros arrendassem terras malgaxes por 99 anos, mas proibiu sua venda para não-estrangeiros. A decisão de não empreender a construção de estradas ligando cidades costeiras à capital foi adotada como uma estratégia deliberada para proteger Antananarivo da invasão potencial de exércitos estrangeiros.
Apesar da forte presença de missionários britânicos, conselheiros militares e diplomatas em Antananarivo no início da administração de Rainilaiarivoni, a abertura do Canal de Suez em 1869 levou os britânicos a mudarem seu foco para reduzir a presença francesa no Egito, às custas de seus próprios Interesses em Madagascar. Quando Jean Laborde morreu em 1878 e Rainilaiarivoni se recusou a permitir que seus herdeiros obtivessem terras malgaxes conforme acordo entre Radama II e Lambert Charter, a França tinha um pretexto para a invasão. Rainilaiarivoni enviou uma missão diplomática à Inglaterra e à França para negociar a liberação de suas reivindicações em terras malgaxes e conseguiu negociar um novo acordo com os britânicos. As conversações com os franceses realizadas entre novembro de 1881 e agosto de 1882 foram interrompidas sem que houvesse consenso sobre o status das reivindicações de terras francesas. Consequentemente, a França lançou a Primeira Guerra Franco-Hova em 1883 e ocupou as cidades portuárias costeiras de Mahajanga, Antsiranana, Toamasina e Vohemar. A Rainha Ranavalona II morreu durante o auge dessas hostilidades em julho de 1883. Rainilaiarivoni escolheu sua sobrinha de 22 anos, a princesa Razafindraheti, para substituí-la sob o nome do trono Ranavalona III. Houve rumores de que Rainilaiarivoni poderia ter ordenado o envenenamento do primeiro marido de Razafindraheti, a fim de libertar a princesa para se tornar sua esposa e rainha. Trinta e três anos mais jovem do que seu novo marido, a Ranavalona III foi relegada um papel em grande parte cerimonial durante seu reinado, enquanto o primeiro-ministro continuou a gerenciar os assuntos críticos do Estado. Em dezembro de 1885, Rainilaiarivoni negociou com sucesso a cessação das hostilidades na primeira Guerra Franco-Hova.
O acordo elaborado entre os governos francês e malgaxe não estabelecia claramente um protetorado francês sobre a ilha, em parte porque o recente envolvimento militar francês na Campanha de Tonkin havia começado a transformar a opinião popular contra a expansão colonial francesa. A coroa malgaxe concordou em pagar dez milhões de francos à França para resolver a disputa, uma soma que foi parcialmente levantada pela decisão impopular de aumentar a fanamana (trabalho forçado em vez de impostos em dinheiro) para mobilizar a população em busca de ouro nos rios do reino.  Esta despesa, juntamente com a remoção promovida por Rainilaiarivoni de $ 50.000 em moedas de prata e ouro da tumba de Ranavalona I para compensar o custo de comprar armas no período que antecedeu a Primeira Guerra Franco-Hova, efetivamente esvaziou as reservas reais do tesouro.  Capitalizando a posição enfraquecida de Madagascar, o governo francês então ocupou a cidade portuária de Antsiranana e instalou o Residente-geral francês Le Myre de Vilers em Antananarivo, citando partes vagas do tratado como justificativa. O Residente-Geral foi autorizado pelo governo francês a controlar o comércio internacional e as relações exteriores na ilha, embora a autoridade da monarquia sobre a administração interna não tenha sido contestada. Recusando-se a reconhecer a validade da interpretação francesa do tratado, Rainilaiarivoni continuou administrando o comércio e as relações internacionais e solicitou sem sucesso a assistência dos Estados Unidos na manutenção da soberania da ilha. Em 1894, o governo francês pressionou Rainilaiarivoni a aceitar incondicionalmente o status de Madagascar como um protetorado francês. Em resposta, Rainilaiarivoni rompeu todas as relações diplomáticas com a França em novembro de 1894.

## Deposição e exílio

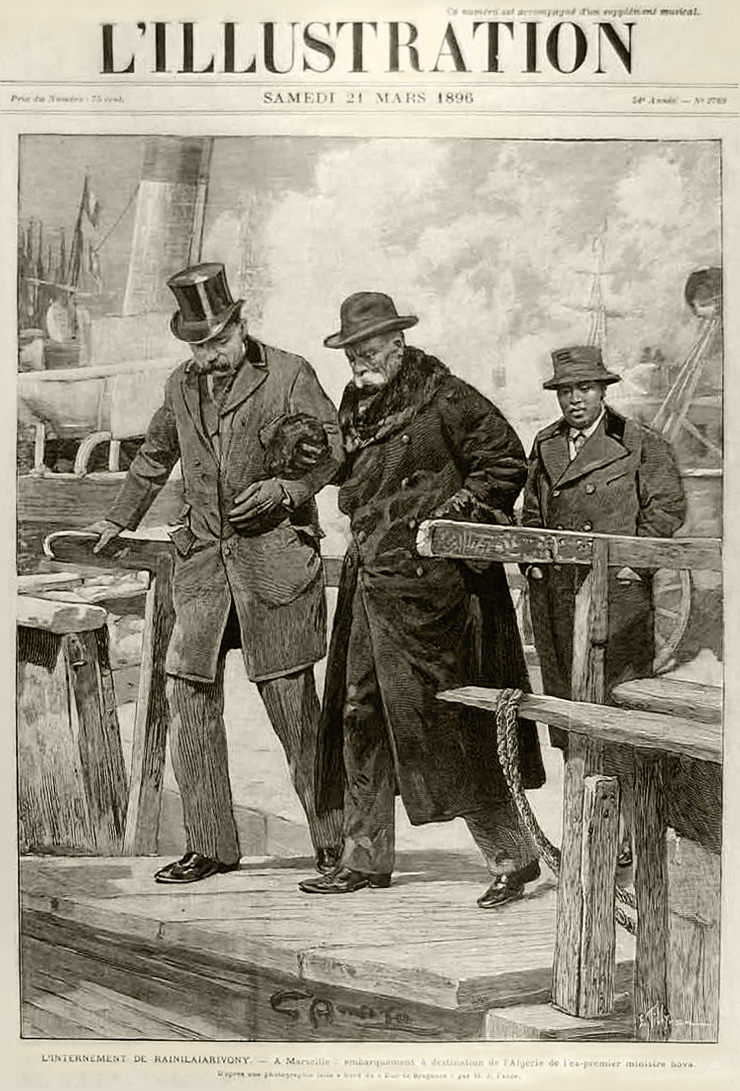
Capa da revista L'Illustration mostrando a chegada da Rainilaiavorini ao porto de Argel (1896)

A cessação das relações diplomáticas entre a França e Madagascar incitou a ação militar francesa imediata em uma campanha que ficou conhecida como a Segunda Guerra Franco-Hova. A expedição terminou onze meses depois, em setembro de 1895, quando uma coluna militar francesa atingiu Antananarivo e bombardeou o palácio real com artilharia pesada, abrindo um buraco no telhado dos aposentos da rainha e infligindo pesadas baixas entre os numerosos cortesãos reunidos no pátio do palácio. Rainilaiarivoni enviou um intérprete para levar uma bandeira branca ao comandante francês e pedir sua clemência. Quarenta e cinco minutos depois, ele foi acompanhado por Radilifera, o filho do primeiro-ministro, para solicitar as condições de rendição; estes foram imediatamente aceitos. No dia seguinte, a rainha Ranavalona assinou um tratado aceitando o protetorado francês sobre Madagascar. Ela e sua corte foram autorizados a permanecer no palácio e administrar o país de acordo com os ditames franceses.
Após a assinatura do tratado pela rainha, Rainilaiarivony foi deposto de sua posição como primeiro-ministro e Chefe do Comando das Forças Armadas pelo governo francês. O ministro das Relações Exteriores, um homem idoso chamado Rainitsimbazafi, foi escolhido em conjunto pelos franceses e Ranavalona como seu substituto. Os franceses ordenaram que Rainilaiarivoni fosse exilado para a Argélia Francesa, embora ele inicialmente tenha permanecido em Antananarivo por vários meses após a assinatura do tratado. Em 15 de outubro de 1895, o ex-primeiro-ministro foi colocado sob prisão domiciliar e colocado sob a guarda de soldados senegaleses em sua casa em Amboditsiri. Em 6 de fevereiro de 1896, aos 68 anos, Rainilaiarivoni embarcou em um navio com destino a Argel e deixou sua ilha pela primeira vez em sua vida. Ele estava acompanhado por seu neto, Ratelifera, além de um intérprete e quatro servos. Em 17 de março de 1896, o navio atracou no porto de Argel, onde viveria os poucos meses restantes de sua vida.
O governo francês instalou a Rainilaiarivoni no bairro de Geryville, em Argel, uma das partes abandonadas da cidade. A ele foi designado um assistente e guarda francês chamado Joseph Vassé, que mantinha uma documentação detalhada sobre a personalidade e as atividades de Rainilaiarivoni durante seu exílio na Argélia Francesa. Vassé descreveu o ex-primeiro ministro como um homem de grande espontaneidade, amizade sincera e abertura de coração, mas também propenso a mudanças de humor, tontura e uma tendência a ser exigente, especialmente em relação a seus gostos particulares em roupas. Suas qualidades de inteligência, tato e liderança lhe renderam a admiração de muitos que o conheciam, incluindo Le Myre des Vilers, que se referia a ele como inimigo e amigo. Ao saber da situação de vida de Rainilaiarivoni em Argel, Le Myre de Vilers pressionou o governo francês por uma melhor acomodação. Conseqüentemente, Vassé encontrou um novo lar para o ex-primeiro-ministro na elegante propriedade chamada Villa des Fleurs ("Vila das Flores") no sofisticado bairro de Mustapha Supérieur, vizinho à residência do ex-rei exilado de Annam.
A beleza de sua casa em Villa des Fleurs e a calorosa recepção que recebeu na Argélia francesa agradaram a Rainilaiarivony e contribuíram para uma impressão positiva de sua nova vida em Argel. Ele rapidamente desenvolveu uma excelente reputação entre a alta sociedade local, que o considerava uma figura gentil, inteligente, generosa e encantadora. O governador-geral da Argélia francesa o convidava regularmente para bailes diplomáticos e eventos sociais em que Rainilaiarivoni dançava com o entusiasmo e a resistência de um homem muito mais jovem. Quando não estava ocupado com diversos compromissos sociais, Rainilaiarivoni avidamente lia o jornal e se correspondia com contatos em Madagascar. Quando uma insurreição em Madagascar emergiu contra o domínio francês, o ex-primeiro ministro escreveu uma carta publicada em um jornal malgaxe em 5 de julho de 1896, que condenava os participantes como ingratos pelos benefícios que o contato com os franceses traria para a ilha. Sua última excursão em Argel foi em 14 de julho de 1896 para assistir ao show de fogos de artifício do Dia da Bastilha. Enquanto caminhava pelas ruas para se juntar a outros espectadores em sua festa, ele foi recebido com aplausos e chamadas de "Vive le Ministre!" ("Viva o Ministro!").

## Morte

Procissão fúnebre de Rainilaiarivony (1900)

O intenso calor no evento do Dia da Bastilha em 14 de julho esgotou o ex-primeiro-ministro, e naquela noite Rainilaiarivoni teve febre. Ele dormiu mal, perturbado por um sonho em que viu a ex-rainha Rasoherina ao lado de sua cama, dizendo: "Em nome de seu irmão, Rainivoninahitrinioni, esteja pronto". Um dos servos de Rainilaiarivoni relatou o sonho a Vassé, explicando-o como uma premonição que previa a morte iminente de Rainilaiarivoni. O ex-primeiro ministro permaneceu na cama e enfraqueceu-se rapidamente nos vários dias seguintes à medida que sua febre piorava e ele ficava com dor de cabeça. Ele foi constantemente atendido por seus amigos mais próximos e seus entes queridos. Rainilaiarivoni morreu em seu sono em 17 de julho de 1896.
O corpo de Rainilaiarivony foi inicialmente enterrado dentro de um túmulo de pedra em Argel. Em 1900, os restos do ex-primeiro ministro foram exumados e transportados para Madagascar, onde foram enterrados na tumba da família construída por Jean Laborde no bairro Isotry de Antananarivo. O governador colonial francês General Gallieni e o neto de Rainilaiarivoni falaram no funeral, que contou com a presença de dignitários franceses e malgaxes. Em seu elogio, Gallieni expressou estima pelo ex-primeiro ministro nos seguintes termos: "Rainilaiarivoni era digno de liderá-lo. Nos próximos anos, haverá um monumento erguido em sua memória? Esta deve ser uma obrigação para os malgaxes, que terão a liberdade para fazê-lo. A França agora tomou Madagascar, aconteça o que acontecer, mas é um crédito para Rainilaiarivoni tê-lo protegido do jeito que fez."  Após o funeral uma placa comemorativa foi instalada na tumba da família de Rainilaiarivoni, gravada com as palavras "Rainilairivony, ex Premier Ministre et Commandant en chef de Madagascar, Commandeur de la Légion d'honneur " ("ex-primeiro-ministro e chefe do comando em  Madagascar, Comendador da Legião de Honra ").

## Recurso Online
- Registros de Rainilaiarinony (1864-1895) (Biblioteca Britânica - Programa de Arquivos Ameaçados)

## Honras

### Honras nacionais
- Cavaleiro da Grande Cruz da Ordem do Falcão Real.[53]
- Cavaleiro da Grande Cruz da Ordem de Radama II.[53]
- Colar da Ordem do Mérito.[53]
- Cavaleiro da Grande Cruz da Ordem de Ranavalona.[53]

### Honras estrangeiras
- ligação= Comendador da Ordem da Legião de Honra (18/01/1887).[53]